# Direction générale de Service de sécurité des institutions de l'État
La direction générale de Service de sécurité des institutions de l’État (DGSSIE) est le corps d'élite des forces armées tchadiennes.

## Histoire
Créée en 2005, elle succède à la garde présidentielle qui est pour sa part dissoute après avoir été très affaiblie par les nombreuses désertions consécutives à la modification de la constitution par le président Déby pour pouvoir se présenter à un troisième mandat.
La DGSSIE participe à la guerre civile tchadienne de 2005-2010, jouant un rôle de premier plan dans la défaite des rebelles à N'Djaména en 2008.
D'après la sociologue Marielle Debos, tous les éléments envoyés pour des opérations à l'extérieur du Tchad en sont issus, notamment ceux qui ont été envoyés au Mali en 2013 dans le cadre de la guerre du Mali. La DGSSIE ne représente cependant qu'un des trois bataillons projetés au Mali et n'est pas engagée contre Boko Haram en 2015. Des soldats de la DGSSIE sont toutefois tués au Nigeria en 2018.
Elle est initialement commandée par le général de division Dirmi Haroun. En 2012, elle est dirigée par le général Saleh Touma, ancien premier adjoint du commandant. Un des propres fils du président Idriss Déby, Mahamat Idriss Déby, est nommé à la tête de la DGSSIE en avril 2014.

## Organisation

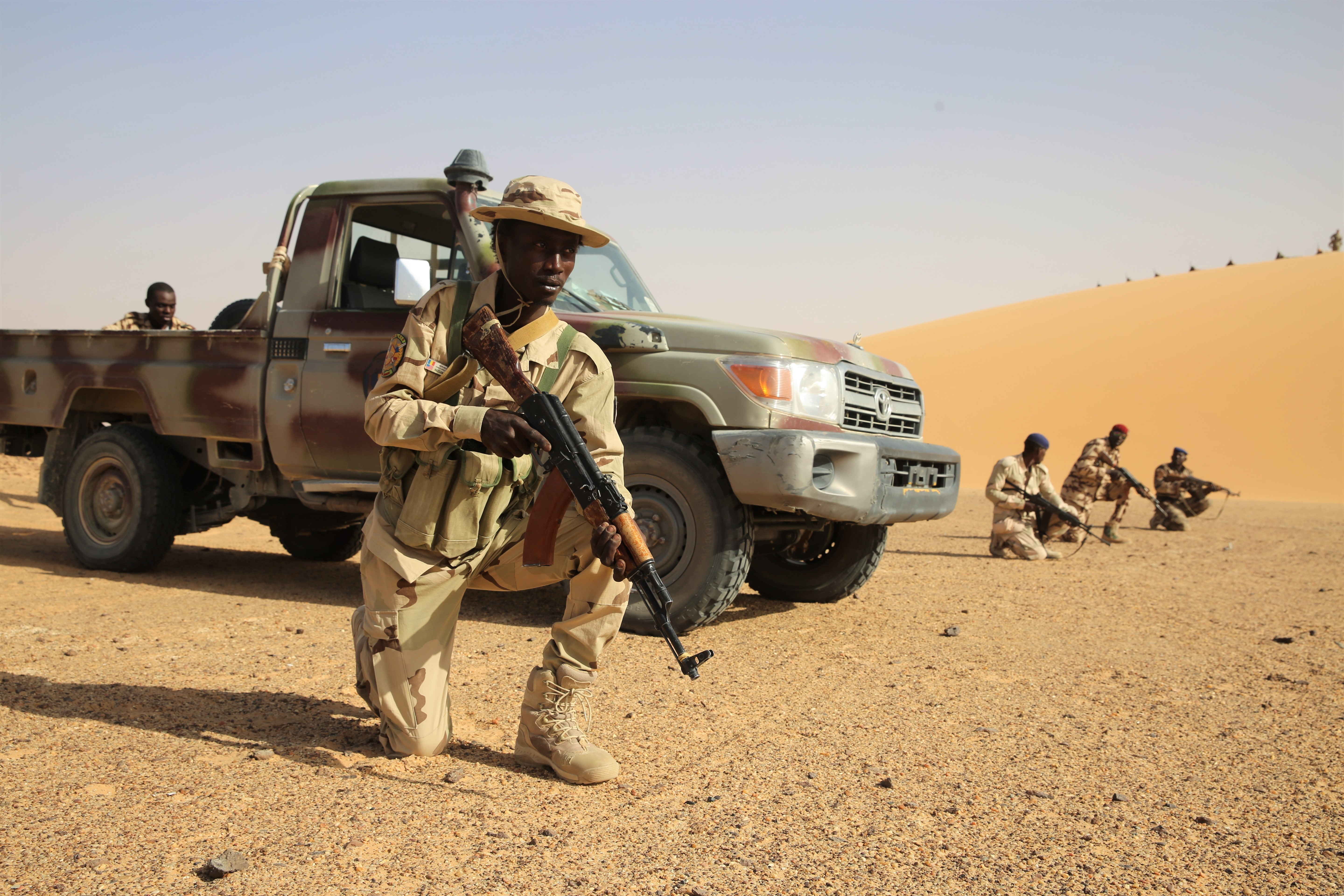
Des soldats de la DGSSIE en 2017.

La DGSSIE est une force d'élite, qui jouit d'un traitement de faveur en matière de salaires, d'équipement ou d'entraînement par rapport au reste de l'armée nationale tchadienne (ANT). D'après un rapport de l'Institut Thomas-More, le budget de la DGSSIE en 2014 était de 42 milliards de Francs CFA tandis que celui de l'armée était de 9 milliards Elle est sous le contrôle direct de la Présidence (et non du chef d'état-major) et ses éléments sont recrutés parmi les Zaghawas et plus particulièrement les Bideyat, ainsi que, dans une moindre mesure, les Goranes et les Arabes.
À sa création en 2005, elle comptait 1 640 soldats environ. En 2015, elle compterait désormais de 6 000  à 14 000 éléments sur un total de 45 000 hommes dans l'ANT.
La DGSSIE compte une unité de forces spéciales, la direction des actions réservées (DAR), dont le directeur adjoint était le commandant Abdel Aziz Hassane Adamen, mort au Mali dans les combats contre les jihadistes en février 2013.
En 2007, il est créé au sein du Groupement no 1 de la DGSSIE un régiment d'infanterie dénommé 1er régiment de garde du palais présidentiel (1er RIGPP), implanté à N'Djaména et ayant pour mission la protection du palais présidentiel.
La DGSSIE compterait en tout trois groupements, dont un groupement spécial antiterrorisme[réf. souhaitée].

## Violation des droits de l'Homme
D'après des soldats de la DGSSIE interrogés par Human Rights Watch, 5 % des effectifs étaient en 2009 constitués de combattants âgés de moins de 18 ans.